# Mellon Collie and the Infinite Sadness
Mellon Collie and the Infinite Sadness (zwykle skracane do Mellon Collie lub MCIS) – podwójna płyta i potrójny LP grupy The Smashing Pumpkins, wydane przez Virgin Records 24 października 1995.
Mellon Collie uznaje się za jeden z najważniejszych albumów lat 90. Czytelnicy magazynu Q wybrali go jako 29 najważniejszy album w historii. W 2003 album został sklasyfikowany na 487. miejscu listy 500 albumów wszech czasów magazynu Rolling Stone. Magazyn Time nazwał go najlepszym albumem roku 1995.

## Nagranie
Po trwającej 14 miesięcy trasie koncertowej promującej Siamese Dream Billy Corgan natychmiast zaczął pisać piosenki na następcę albumu, podwójny album koncepcyjny, opisywany przez samego frontmana zespołu jako The Wall dla Generacji X”, nawiązując do słynnego albumu grupy Pink Floyd. W marcu 1995 „Dynie” rozpoczęły nagrania na sucho, zamiast natychmiastowego wejścia do studia. Podczas tych sesji grupa nagrała pierwotne wersje niektórych utworów, razem z nowym producentem, Floodem, zajmującym miejsce współpracującego z zespołem przy poprzednich dwóch albumach Butcha Viga. Ostatecznie grupa skupiła się przy nagraniu Mellon Collie w taki właśnie, „surowy” sposób, bez wielokrotnego przekształcania dźwięku i nakładania jego kolejnych warstw na siebie, co było charakterystyczne dla ich poprzednich nagrań.
Następnie razem z Floodem i drugim producentem, Alanem Moulderem zespół dokończył prace nad utworami w studio Chicago Recording Company. Procesowi nagrywania nie towarzyszyło już takie napięcie między członkami grupy jak przy pracach nad Siamese Dream. Co więcej, w przeciwieństwie do poprzedniego albumu, na który wszystkie partie gitary i basu nagrał rzekomo Corgan, pozostali członkowie grupy mieli duży wpływ na ostateczny kształt Mellon Collie. Ostatecznie Corgan napisał około 56 nowych utworów. Zaowocowało to zawierającym 28 piosenek i trwającym ponad dwie godziny podwójnym albumem. Początkowo miały się na nim znaleźć jeszcze trzy utwory, ale ostatecznie tak się nie stało.

## Album
Mellon Collie to w założeniu album koncepcyjny, którego piosenki mają na celu przeplatanie się w sposób symbolizujący cykl życia i śmierci. Muzyka zawarta na albumie jest o wiele bardziej zróżnicowana niż na poprzednich dwóch wydawnictwach grupy. W piosenkach użyty został znacznie szerszy wachlarz instrumentów, w którego skład wchodzą między innymi pianino („Mellon Collie and the Infinite Sadness”), syntezatory i pętle perkusyjne („1979”), a nawet orkiestra smyczkowa („Tonight, Tonight”) czy solniczki i nożyczki („Cupid de Locke”).
Utwór zamykający płytę Dawn To Dusk, „Take Me Down”, zaśpiewany został przez Jamesa Ihę, z kolei wszyscy członkowie grupy użyczają swoich wokali w ostatniej piosence na Twilight To Starlight, „Farewell and Godnight”; jest to unikatowy pod tym względem utwór w twórczości zespołu. Obie piosenki kończą się słowami „in your heart” (odpowiednio „w twoje serce”/„w twoim sercu”).

## Wydanie
Mellon Collie zadebiutował na pierwszym miejscu notowaniu magazynu Billboard w październiku 1995 do dziś osiągając status dziewięciokrotnej platyny w Stanach Zjednoczonych, co w przypadku podwójnej płyty oznacza sprzedaż 4,5 miliona egzemplarzy wydawnictwa. W ten sposób Mellon Collie został najlepiej sprzedającym się podwójnym albumem dekady. Album promowało pięć singli: „Bullet with Butterfly Wings”, „1979”, „Zero”, „Tonight, Tonight” oraz „Thirty-Three”. Trzy pierwsze osiągnęły status złotej płyty, a poza „Zero” wszystkie znalazły się na liście 40 najlepiej sprzedających się singli. Dodatkowo „Muzzle” wydano jako singel promocyjny, a „Here Is No Why” również pojawiał się w stacjach radiowych.
„Mellon Collie” otrzymał siedem nominacji do Nagrody Grammy w roku 1997, w tym za album roku. Ostatecznie jednak zespół wygrał tylko nagrody za najlepszy utwór hardrockowy („Bullet with Butterfly Wings”), a także za najlepszy teledysk („Tonight, Tonight”). Ten ostatni, razem z klipem do „1979”, zdobył łącznie siedem nagród MTV Video Music Awards.

## Lista utworów
Wydanie na CD podzielono na dwie płyty: Dawn to Dusk i Twilight to Starlight. W taki sam sposób podzielona została wersja kasetowa. Inaczej wygląda to w wersji winylowej, podzielonej na sześć części: Dawn, Tea Time, Dusk, Twilight, Midnight oraz Starlight. Wydanie zawiera także dwie dodatkowe piosenki, „Tonite Reprise” i „Infinite Sadness”, a także zupełnie odmienną kolejność utworów. Single z Mellon Collie, razem z towarzyszącymi im b-side’ami, zawarte zostały w box secie The Aeroplane Flies High. W jego skład wszedł także utwór „Tonite Reprise”. Druga piosenka pojawiająca się wyłącznie w wydaniu winylowym, „Infinite Sadness”, jest poza nim dostępna tylko w internetowych sklepach muzycznych.

### Wersja CD/kasetowa

#### Dawn to Dusk
1. „Mellon Collie and the Infinite Sadness” – 2:52
2. „Tonight, Tonight” – 4:14
3. „Jellybelly” – 3:01
4. „Zero” – 2:41
5. „Here Is No Why” – 3:45
6. „Bullet with Butterfly Wings” – 4:18
7. „To Forgive” – 4:17
8. „Fuck You (An Ode To No One)” – 4:51
9. „Love” – 4:21
10. „Cupid de Locke” – 2:50
11. „Galapogos” – 4:47
12. „Muzzle” – 3:44
13. „Porcelina of the Vast Oceans” – 9:21
14. „Take Me Down” – 2:52

#### Twilight to Starlight
1. „Where Boys Fear to Tread” – 4:22
2. „Bodies” – 4:12
3. „Thirty-Three” – 4:10
4. „In the Arms of Sleep” – 4:12
5. „1979” – 4:25
6. „Tales of a Scorched Earth” – 3:46
7. „Thru the Eyes of Ruby” – 7:38
8. „Stumbleine” – 2:54
9. „X.Y.U.” – 7:07
10. „We Only Come Out at Night” – 4:05
11. „Beautiful” – 4:18
12. „Lily (My One and Only)” – 3:31
13. „By Starlight” – 4:48
14. „Farewell and Goodnight” – 4:22

### Wersja winylowa

#### Dawn
1. „Mellon Collie and the Infinite Sadness” – 2:52
2. „Tonight, Tonight” – 4:14
3. „Thirty-Three” – 4:10
4. „In the Arms of Sleep” – 4:12
5. „Take Me Down” – 2:52

#### Tea Time
1. „Jellybelly” – 3:01
2. „Bodies” – 4:12
3. „To Forgive” – 4:17
4. „Here Is No Why” – 3:45
5. „Porcelina of the Vast Oceans” – 9:21

#### Dusk
1. „Bullet with Butterfly Wings” – 4:18
2. „Thru the Eyes of Ruby” – 7:38
3. „Muzzle” – 3:44
4. „Galapogos” – 4:47
5. „Tales of a Scorched Earth” – 3:46

#### Twilight
1. „1979” – 4:25
2. „Beautiful” – 4:18
3. „Cupid de Locke” – 2:50
4. „By Starlight” – 4:48
5. „We Only Come Out at Night” – 4:05

#### Midnight
1. „Where Boys Fear to Tread” – 4:22
2. „Zero” – 2:41
3. „Fuck You (An Ode To No One)” – 4:51
4. „Love” – 4:21
5. „X.Y.U.” – 7:07

#### Starlight
1. „Stumbleine” – 2:54
2. „Lily (My One and Only)” – 3:31
3. „Tonite Reprise” – 2:40
4. „Farewell and Goodnight” – 4:22
5. „Infinite Sadness” – 4:02

## Pozycje na listach

### Album
| Rok  | Notowanie                         | Pozycja |
| ---- | --------------------------------- | ------- |
| 1995 | The Billboard 200                 | 1       |
| 1995 | Australian Album Chart            | 1       |
| 1995 | New Zealand Album Charts          | 1       |
| 1995 | UK Album Charts                   | 4       |
| 1995 | Australian Highest Selling Albums | 14      |
| 1995 | German Album Charts               | 21      |

### Single
| Rok  | Singel                        | Notowanie                          | Pozycja |
| ---- | ----------------------------- | ---------------------------------- | ------- |
| 1995 | „Bullet With Butterfly Wings” | Modern Rock Tracks                 | 2       |
| 1995 | „Bullet With Butterfly Wings” | Mainstream Rock Tracks             | 4       |
| 1995 | „Bullet With Butterfly Wings” | UK Singles Chart                   | 20      |
| 1996 | „Bullet With Butterfly Wings” | The Billboard Hot 100              | 22      |
| 1996 | „1979”                        | Mainstream Rock Tracks             | 1       |
| 1996 | „1979”                        | Modern Rock Tracks                 | 1       |
| 1996 | „1979”                        | Top 40 Mainstream                  | 10      |
| 1996 | „1979”                        | The Billboard Hot 100              | 12      |
| 1996 | „1979”                        | UK Singles Chart                   | 16      |
| 1996 | „1979”                        | Hot Dance Music/Club Play          | 17      |
| 1996 | „1979”                        | Adult Top 40                       | 30      |
| 1996 | „1979”                        | Hot Dance Music/Maxi-Singles Sales | 47      |
| 2005 | „1979”                        | Hot Digital Songs                  | 54      |
| 1996 | „Zero”                        | Modern Rock Tracks                 | 9       |
| 1996 | „Zero”                        | Mainstream Rock Tracks             | 15      |
| 1996 | „Tonight, Tonight”            | Mainstream Rock Tracks             | 4       |
| 1996 | „Tonight, Tonight”            | Modern Rock Tracks                 | 5       |
| 1996 | „Tonight, Tonight”            | UK Singles Chart                   | 7       |
| 1996 | „Tonight, Tonight”            | Billboard Hot 100                  | 36      |
| 1996 | „Muzzle”                      | Modern Rock Tracks                 | 8       |
| 1996 | „Muzzle”                      | Mainstream Rock Tracks             | 10      |
| 1996 | „Thirty-Three”                | Modern Rock Tracks                 | 2       |
| 1996 | „Thirty-Three”                | Mainstream Rock Tracks             | 18      |
| 1996 | „Thirty-Three”                | UK Singles Chart                   | 21      |
| 1996 | „Thirty-Three”                | Billboard Hot 100                  | 39      |

## Twórcy
- Billy Corgan – wokal, gitara, pianino
- James Iha – gitara, wokal w „Take Me Down” i „Farewell and Goodnight”
- D’arcy Wretzky – gitara basowa, wokal w „Beautiful” i „Farewell and Goodnight”
- Jimmy Chamberlin – perkusja, wokal w „Farewell and Goodnight”
- Chicagowska Orkiestra Symfoniczna – orkiestra w „Tonight, Tonight”
- Greg Leisz – gitara hawajska w „Take Me Down”

## Interpretacje
- Cover utworu „Bullet With Butterfly Wings” stworzyła grupa Ill Niño i opublikowała na albumie Dead New World (2010)[20].